# Paraeboria
Paraeboria Eskov, 1990 è un genere di ragni appartenente alla famiglia Linyphiidae.

## Distribuzione
L'unica specie oggi attribuita a questo genere è stata rinvenuta nella Russia asiatica.

## Tassonomia
Le caratteristiche di questo genere sono state definite in base agli esemplari di Typhochrestus jeniseicus Eskov, 1981, utilizzati come specie tipo.
A dicembre 2011, si compone di una specie:
- Paraeboria jeniseica (Eskov, 1981)[3] — Russia